# لاگونا، شهرستان پاینال، آریزونا
لاگونا (به انگلیسی: Laguna) یک منطقهٔ مسکونی در ایالات متحده آمریکا است که در آریزونا واقع شده‌است. لاگونا ۴۹۰ متر بالاتر از سطح دریا واقع شده‌است.